# Pseudotyrannochthonius typhlus
Pseudotyrannochthonius typhlus är en spindeldjursart som beskrevs av Dartnall 1970. Pseudotyrannochthonius typhlus ingår i släktet Pseudotyrannochthonius och familjen käkklokrypare. Inga underarter finns listade i Catalogue of Life.